# Labergement-Sainte-Marie
Pour les articles homonymes, voir L'Abergement (homonymie).
Labergement-Sainte-Marie est une commune française située dans le département du Doubs, la région culturelle et historique de Franche-Comté et la région administrative Bourgogne-Franche-Comté. 
Ses habitants se nomment les Abergeurs et Abergeuses.

## Géographie

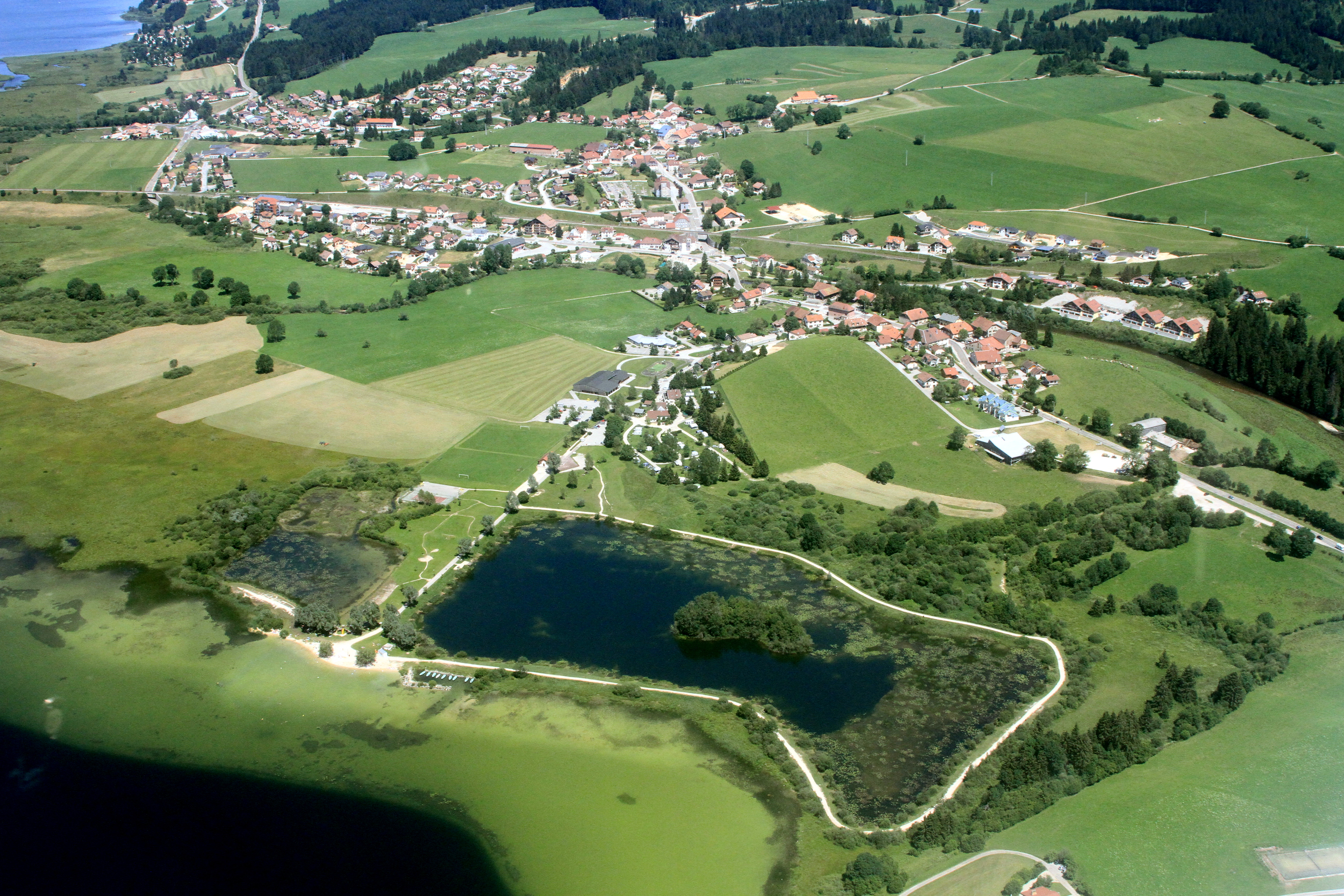
Vue aérienne du village et de la plage de Remoray

### Toponymie
L'Abergement en 1312 ; Labergement-Sainte-Marie depuis 1882. Le nom même de la commune en rappelle doublement les origines : des colons abergés sur une terre seigneuriale, celle de l'Abbaye de Mont-Sainte-Marie.
Lieux-dits et écarts : Granges-Sainte-Marie - la Clouterie - le Fourpéret - les Frêtes - la Fuvelle - le Fuverat - Beanregard - l'Abbaye de Mont-Sainte-Marie - les Montrisans - Derrière le Mont - Grange Neuve - Grange du Lac.
La commune se situe dans la vallée des lacs Saint-Point et Remoray sur l'amont du lac de Saint-Point. Le territoire de la commune comprend aussi le lac de Remoray (petit lac de 96 ha affluent du Doubs par l'émissaire de La Taverne). 

Situé à environ 859 mètres d'altitude, le territoire communal est composé de deux ensembles nettement individualisés :

- L'ouest est occupé par une région déprimée, marécageuse, tapissée par un beau plan d'eau naturel, le lac de Remoray, dû à une action de surcreusement par les glaciers quaternaires.

- À l'est et au sud, les couches calcaires se redressent vigoureusement et culminent à 983 mètres. Le Doubs venant de Rochejean y emprunte les gorges du Fourpéret.

### Climat
Pour des articles plus généraux, voir Climat de la Bourgogne-Franche-Comté et Climat du Doubs.
En 2010, le climat de la commune est de type climat de montagne, selon une étude du Centre national de la recherche scientifique s'appuyant sur une série de données couvrant la période 1971-2000. En 2020, Météo-France publie une typologie des climats de la France métropolitaine dans laquelle la commune est exposée à un climat de montagne ou de marges de montagne et est dans la région climatique  Jura, caractérisée par une forte pluviométrie en toutes saisons (1 000 à 1 500 mm/an), des hivers rigoureux et un ensoleillement médiocre.
Pour la période 1971-2000, la température annuelle moyenne est de 7,2 °C, avec une amplitude thermique annuelle de 16,5 °C. Le cumul annuel moyen de précipitations est de 1 545 mm, avec 12,3 jours de précipitations en janvier et 10,8 jours en juillet. Pour la période 1991-2020, la température moyenne annuelle observée sur la station météorologique installée sur la commune est de 8,0 °C et le cumul annuel moyen de précipitations est de 1 459,4 mm. 
La température maximale relevée sur cette station est de 36,4 °C, atteinte le 31 juillet 1983 ; la température minimale est de −33 °C, atteinte le 9 janvier 1985,,.
| Mois                                  | jan.           | fév.             | mars           | avril            | mai           | juin          | jui.            | août            | sep.            | oct.          | nov.             | déc.             | année     |
| ------------------------------------- | -------------- | ---------------- | -------------- | ---------------- | ------------- | ------------- | --------------- | --------------- | --------------- | ------------- | ---------------- | ---------------- | --------- |
| Température minimale moyenne (°C)     | −4,9           | −5,1             | −2             | 0,8              | 5             | 8,4           | 10,1            | 9,6             | 6,6             | 3,6           | −0,7             | −3,8             | 2,3       |
| Température moyenne (°C)              | −0,5           | 0,1              | 3,7            | 7                | 11,1          | 14,8          | 16,7            | 16,4            | 12,8            | 9,3           | 3,9              | 0,4              | 8         |
| Température maximale moyenne (°C)     | 3,9            | 5,3              | 9,3            | 13,2             | 17,2          | 21,2          | 23,2            | 23,1            | 19              | 14,9          | 8,6              | 4,5              | 13,6      |
| Record de froid (°C) date du record   | −33 09.01.1985 | −30,6 04.02.1963 | −30 06.03.1971 | −15,8 06.04.1970 | −8 02.05.1945 | −3 03.06.1962 | −1 31.07.1949   | −2,5 19.08.1949 | −4,4 29.09.1972 | −11 25.10.03  | −21,5 26.11.1955 | −27,4 28.12.1962 | −33 1985  |
| Record de chaleur (°C) date du record | 18,5 30.01.02  | 20,5 24.02.1990  | 24 24.03.1955  | 26,6 22.04.1968  | 30 24.05.09   | 35,1 27.06.19 | 36,4 31.07.1983 | 35,5 24.08.23   | 31 04.09.1949   | 28,5 07.10.09 | 21,6 07.11.15    | 20 16.12.1989    | 36,4 1983 |
| Précipitations (mm)                   | 122,3          | 106,9            | 107,3          | 103,8            | 128,4         | 132           | 123,9           | 118,4           | 111,5           | 127,1         | 129,4            | 148,4            | 1 459,4   |

| Diagramme climatique                                  |              |            |              |            |            |               |              |            |              |              |              |
| J                                                     | F            | M          | A            | M          | J          | J             | A            | S          | O            | N            | D            |
| 3,9−4,9122,3                                          | 5,3−5,1106,9 | 9,3−2107,3 | 13,20,8103,8 | 17,25128,4 | 21,28,4132 | 23,210,1123,9 | 23,19,6118,4 | 196,6111,5 | 14,93,6127,1 | 8,6−0,7129,4 | 4,5−3,8148,4 |
| Moyennes : • Temp. maxi et mini °C • Précipitation mm |              |            |              |            |            |               |              |            |              |              |              |

Les paramètres climatiques de la commune ont été estimés pour le milieu du siècle (2041-2070) selon différents scénarios d'émission de gaz à effet de serre à partir des nouvelles projections climatiques de référence DRIAS-2020. Ils sont consultables sur un site dédié publié par Météo-France en novembre 2022.

## Urbanisme

### Typologie
Au 1er janvier 2024, Labergement-Sainte-Marie est catégorisée bourg rural, selon la nouvelle grille communale de densité à 7 niveaux définie par l'Insee en 2022.
Elle est située hors unité urbaine et hors attraction des villes,.

### Occupation des sols
L'occupation des sols de la commune, telle qu'elle ressort de la base de données européenne d’occupation biophysique des sols Corine Land Cover (CLC), est marquée par l'importance des forêts et milieux semi-naturels (43,2 % en 2018), une proportion sensiblement équivalente à celle de 1990 (43,5 %). La répartition détaillée en 2018 est la suivante : 
forêts (43,2 %), prairies (29,2 %), zones humides intérieures (8,2 %), terres arables (6,6 %), zones urbanisées (5,1 %), eaux continentales (4,5 %), zones agricoles hétérogènes (1,6 %), espaces verts artificialisés, non agricoles (1,5 %). L'évolution de l’occupation des sols de la commune et de ses infrastructures peut être observée sur les différentes représentations cartographiques du territoire : la carte de Cassini (XVIIIe siècle), la carte d'état-major (1820-1866) et les cartes ou photos aériennes de l'IGN pour la période actuelle (1950 à aujourd'hui).

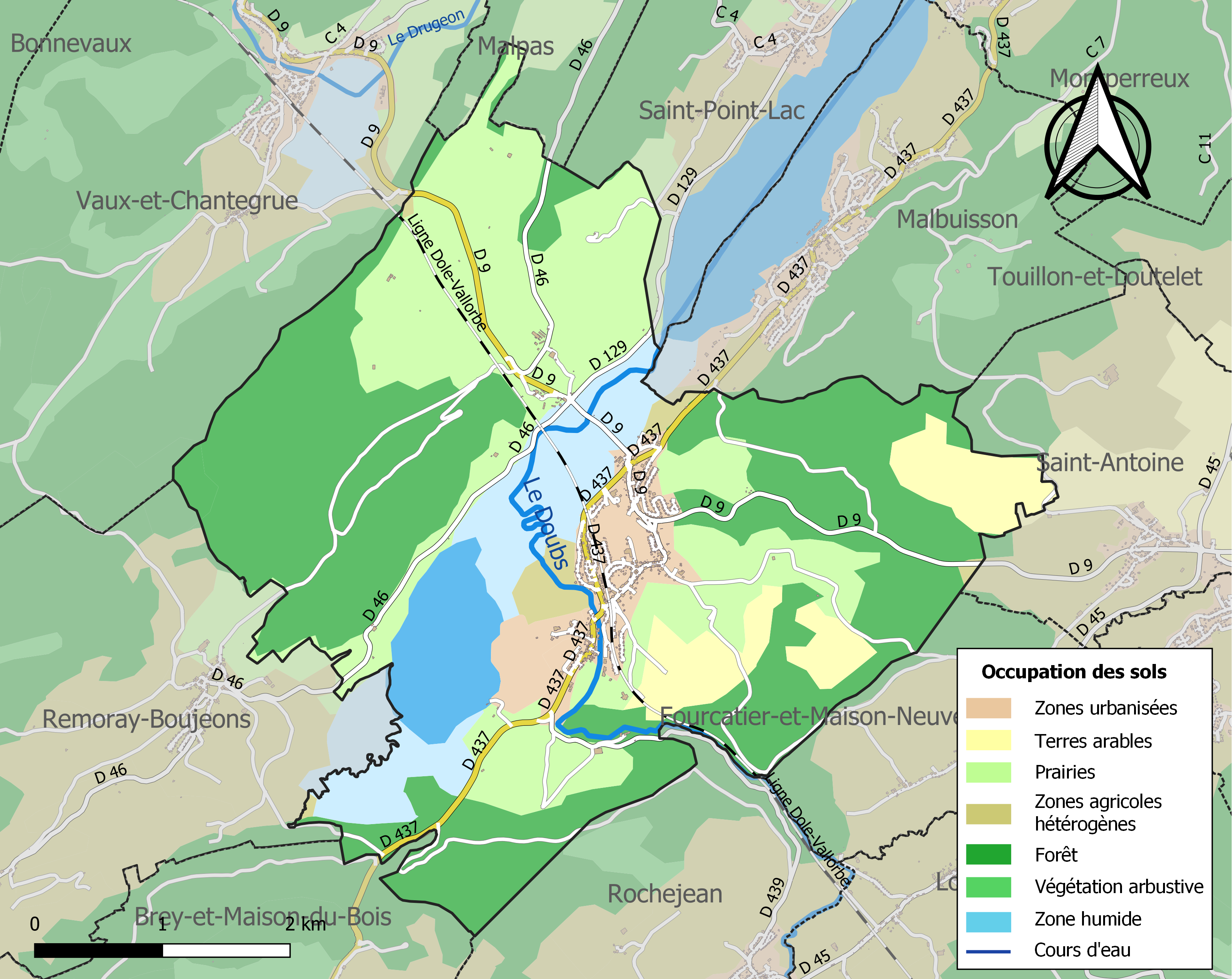
Carte des infrastructures et de l'occupation des sols de la commune en 2018 (CLC).

## Histoire
Labergement fut le lieu d'évènements liés à la guerre de 1870 comme en témoigne notamment la plaque apposée sur l'ancien dortoir de l'abbaye de Mont-Sainte-Marie, toujours debout, et qui rappelle que « Le 31 janvier 1871, le général de Busserolles, au bruit du combat de Vaux, quittait Rochejean, Les Longevilles et Saint-Antoine avec sa division et occupait le défilé des Granges-Sainte-Marie ».
De 1946 à 1948, un camp de prisonniers allemands et autrichiens a été installé dans la commune. C'est au titre des réparations de guerre que ces hommes ont participé à la reconstruction du pays. Principalement l'activité du camp était consacrée à l'exploitation forestière. Une ferme de panneaux solaires a été élevée sur le terrain du camp.
En 1972, la commune absorbe celle voisine de Granges-Sainte-Marie (Monte Sanctæ Marie en 1275 ; Montis Sancti Marie à la fin du XIVe siècle ; Montis Sancte Marie au XVe siècle), alors peuplée de 78 habitants ; cette dernière porta provisoirement, au cours de la Révolution française, le nom de Mont-des-Lacs.

## Politique et administration

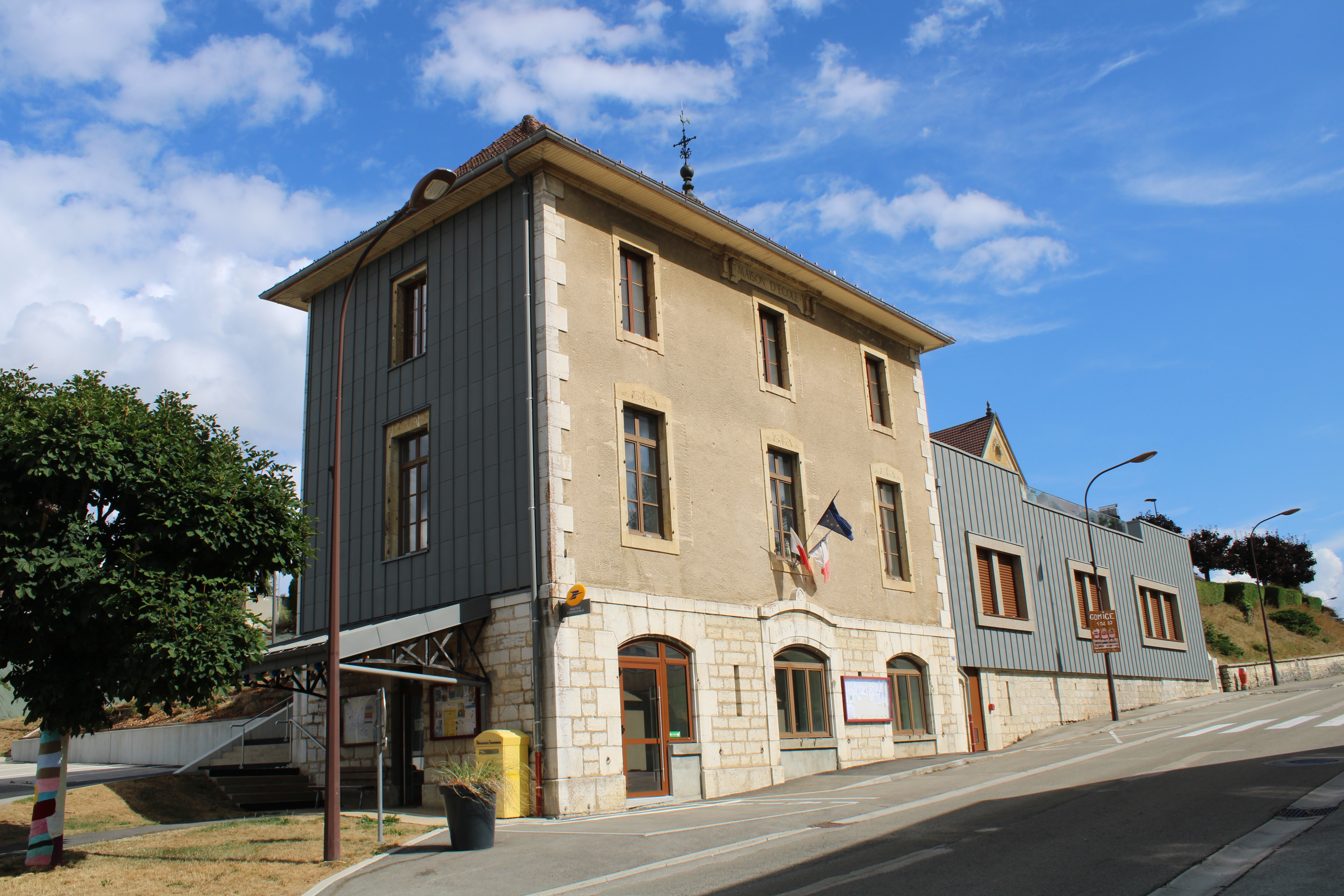
La mairie.

| Période                                  | Période  | Identité          | Étiquette | Qualité |
| ---------------------------------------- | -------- | ----------------- | --------- | ------- |
| 1971                                     | 1983     | Pierre Vionnet    |           |         |
| 1983                                     | 1989     | Roger Robbe       |           |         |
| 1989                                     | 1995     | Florence Gaconnet |           |         |
| 1995                                     | 2008     | Daniel Pasquier   |           |         |
| 2008                                     | 2014     | Claude Page       |           |         |
| 2014                                     | 2020     | Daniel Pasquier   |           |         |
| 2020                                     | En cours | Ludovic Miroudot  |           |         |
| Les données manquantes sont à compléter. |          |                   |           |         |

### Jumelages
Labergement-Sainte-Marie est jumelée avec Longueville, dans la Manche.

## Démographie
L'évolution du nombre d'habitants est connue à travers les recensements de la population effectués dans la commune depuis 1793. Pour les communes de moins de 10 000 habitants, une enquête de recensement portant sur toute la population est réalisée tous les cinq ans, les populations de référence des années intermédiaires étant quant à elles estimées par interpolation ou extrapolation. Pour la commune, le premier recensement exhaustif entrant dans le cadre du nouveau dispositif a été réalisé en 2008.

En 2022, la commune comptait 1 257 habitants, en évolution de +6,89 % par rapport à 2016 (Doubs : +1,88 %, France hors Mayotte : +2,11 %).
| 1793 | 1800 | 1806 | 1821 | 1831 | 1836 | 1841 | 1846 | 1851 |
| ---- | ---- | ---- | ---- | ---- | ---- | ---- | ---- | ---- |
| 490  | 495  | 454  | 445  | 450  | 461  | 462  | 438  | 461  |

| 1856 | 1861 | 1866 | 1872 | 1876 | 1881 | 1886 | 1891 | 1896 |
| ---- | ---- | ---- | ---- | ---- | ---- | ---- | ---- | ---- |
| 460  | 458  | 468  | 486  | 491  | 469  | 433  | 419  | 398  |

| 1901 | 1906 | 1911 | 1921 | 1926 | 1931 | 1936 | 1946 | 1954 |
| ---- | ---- | ---- | ---- | ---- | ---- | ---- | ---- | ---- |
| 421  | 441  | 419  | 401  | 409  | 428  | 432  | 401  | 423  |

| 1962 | 1968 | 1975 | 1982 | 1990 | 1999 | 2006  | 2008  | 2013  |
| ---- | ---- | ---- | ---- | ---- | ---- | ----- | ----- | ----- |
| 449  | 463  | 565  | 702  | 864  | 920  | 1 008 | 1 034 | 1 161 |

| 2018  | 2022  | - | - | - | - | - | - | - |
| ----- | ----- | - | - | - | - | - | - | - |
| 1 220 | 1 257 | - | - | - | - | - | - | - |

En 1688, il y avait 166 habitants.
Un blockhaus présent non loin du village rappelle également la Seconde Guerre mondiale. Le 17 juin 1940, le général Guderian et ses troupes sont à Pontarlier. Ils font un détour à Malpas-la-Planée, et arrivent à l'abbaye. Des obus incendient les fermes de Beauregard et de Derrière-le-Mont, ainsi que l'Hôtel du Pont. Les trois soldats postés dans cette casemate sont tués par des tirs d'une mitrailleuse. Un soldat allemand meurt peu après, et les quatre hommes sont alors inhumés dans le cimetière de Vaux (village voisin).

## Lieux et monuments
- Église paroissiale Saint-Théodule.
- Chapelle Saint-Théodule : En 1243, les moines de Mont-Sainte-Marie demandent l'autorisation de construire une église pour les besoins spirituels des colons-abergeurs. L'église Saint-Théodule est alors édifiée en tant qu'église-mère de la paroisse de Villamont, de 1264 à 1752. Au cours du XVe siècle, le bâtiment est démembré et, pendant la Révolution, il est vendu et démoli. Cette chapelle est construite sur les vestiges de l'ancienne église à la demande des municipalités des anciens villages de la seigneurie : Labergement Sainte Marie, Remoray, Les Granges, et Saint-Antoine. Située au lieu-dit « Grange-Neuve », au pied du massif forestier de la Grand-Côte, cette chapelle fut construite en 1861[21], prenant la suite d'une chapelle déjà dédiée à saint Théodule, dite « de Villamont », détruite à la Révolution en même temps que les autres bâtiments de l'abbaye de Mont-Sainte-Marie. De dimensions modestes, elle est constituée d'un clocher-porche, d'une nef, d'un chœur et d'une petite sacristie faisant saillie à l'extérieur de ce dernier. À l'intérieur, trois vitraux célèbrent saint Antoine, l'éducation de la Vierge et, pour celui du chœur, la vie de saint Théodule, et notamment les deux miracles qui lui sont attribués, une multiplication de raisins en Suisse et la délivrance d'un prisonnier. Saint Théodule, patron des vignerons du Valais, est également célébré par une statue et un tableau[22].

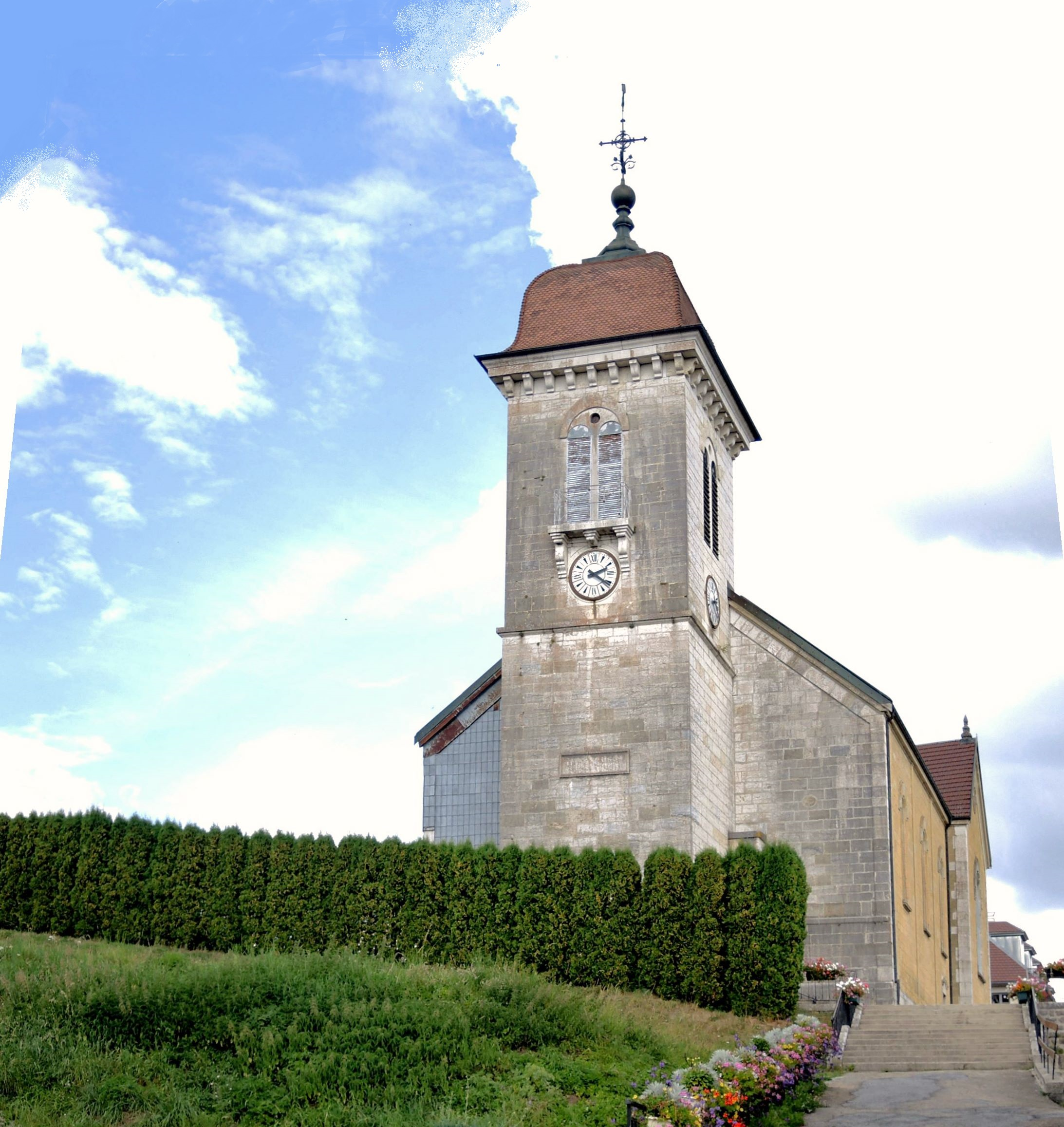
Église Saint-Théodule.
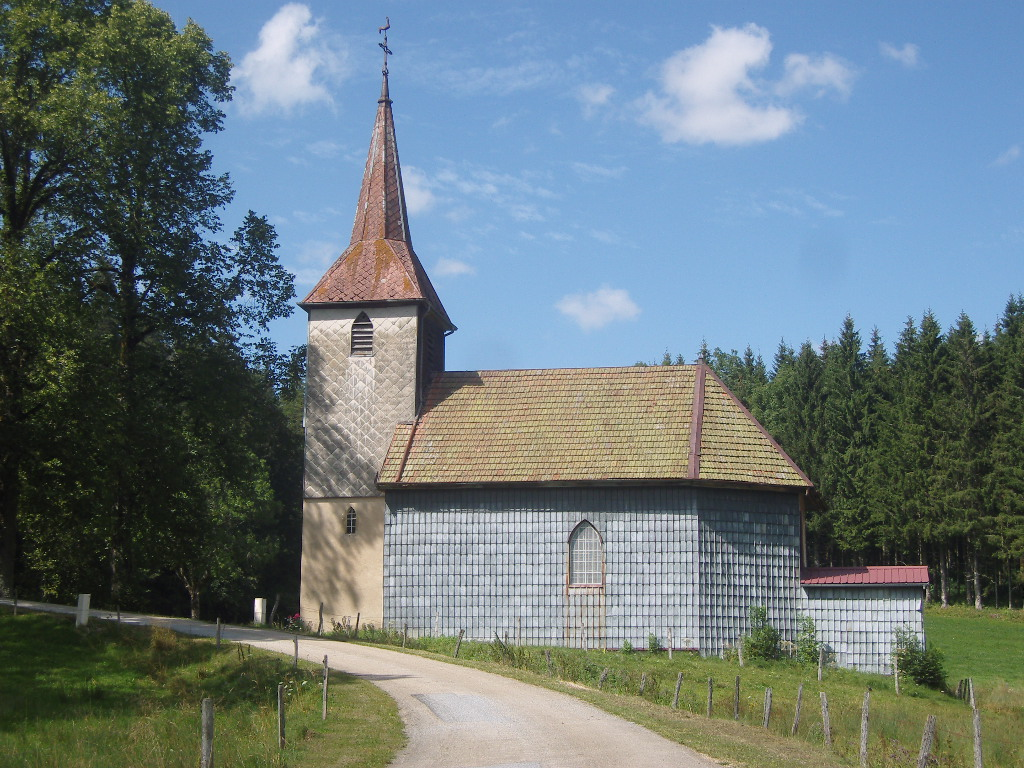
Chapelle Saint-Théodule, vue générale.
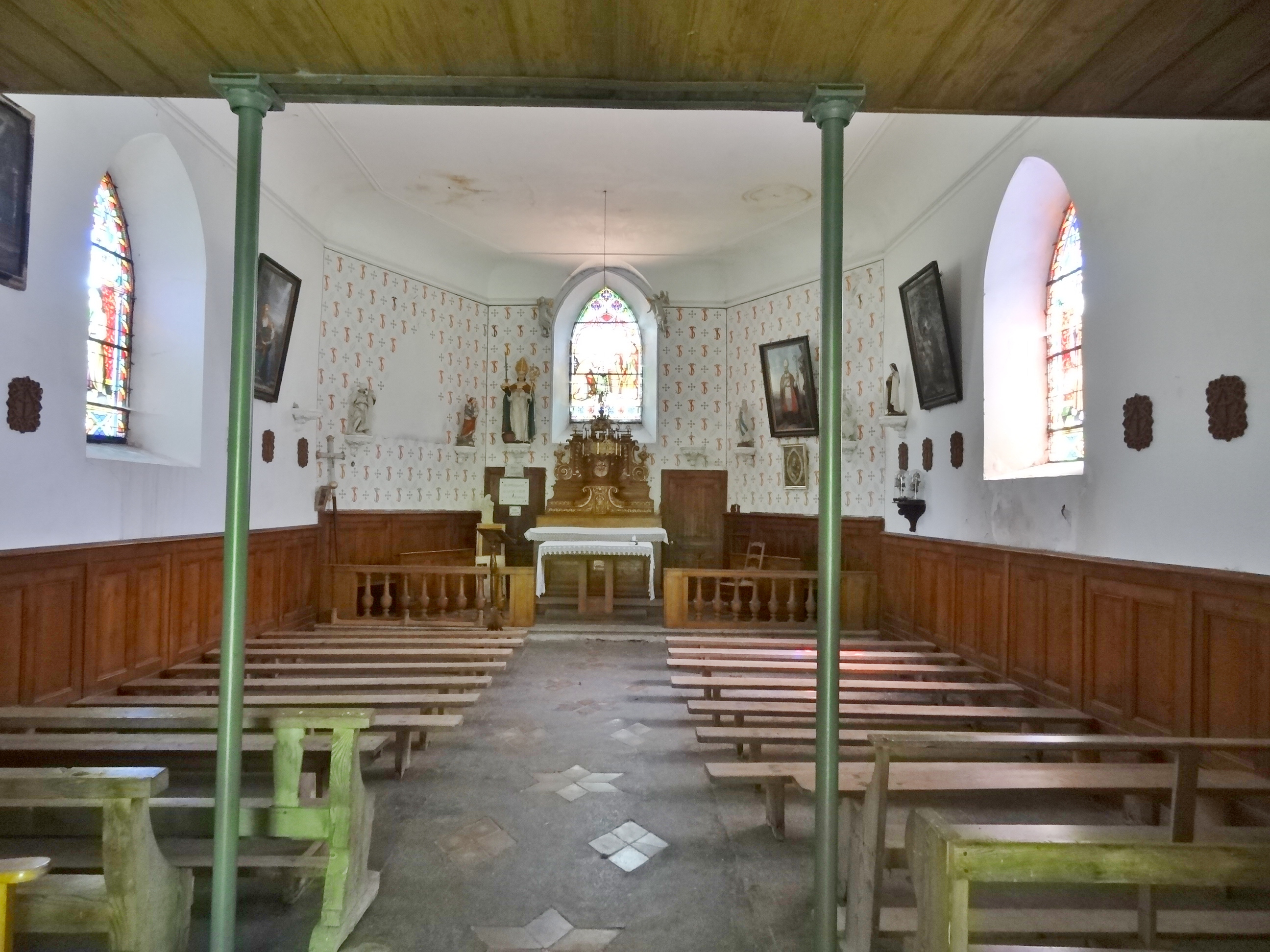
Chapelle Saint-Théodule, intérieur.

- Statue de Saint Théodule : de 1 mètre 50 de hauteur, dans la chapelle Saint-Théodule. De nombreuses œuvres sont consacrées à ce saint, qui est le patron de la première paroisse du village, édifiée vers 1250. À cette période, son culte, originaire de Suisse, se répand en Savoie et en Franche-Comté. Les relations amicales qui existent entre les abbayes suisses de Saint-Maurice d'Agaune, de Romainmôtier, du Lac-de-Joux, et du Grand-Saint-Bernard, et les monastères comtois de Montbenoît, de Mont-Sainte-Marie, ainsi que les échanges commerciaux qui animent le col de Jougne, ont facilité la diffusion des légendes liées à saint Théodule, et expliquent sans doute son choix.
- Gare ferroviaire.
- Fontaine de la liberté : une des huit fontaines-abreuvoirs du village. La statue est érigée lors de la séparation de l'Église et de l'État. La République est représentée avec ses attributs traditionnels. Sur la torche est gravée une phrase : « La République éclaire le monde » ; et sur la plaque posée à ses pieds figure une inscription : « Droits de l'homme et Décalogue ».
- Maison dite La Clouterie[23], détruite par un incendie en 2015, était  Inscrite MH (1990).
- Fonderie de cloches Obertino : existe dans le village depuis 1834 environ. Spécialisée dans la fonte de petites cloches en bronze. Les débouchés sont limités à l'agriculture, au tourisme ou un cadeau original. L'entreprise conserve la tradition et le savoir-faire de cet art ancestral.
- Usine électrique du Fourpéret : Créé en 1897, le Syndicat intercommunal d'électricité de Labergement-Sainte-Marie (SIEL) regroupe dix communes. L'usine hydroélectrique du Fourpéret entièrement automatisée, utilise l'eau de la rivière le Doubs à partir d'un barrage édifié dans les gorges, 800 m en amont. La production (environ 2 MWh) est distribuée sur les 250 km de réseaux haute tension (20 000 V) et basse tension (410 V) du Syndicat à près de 15 000 personnes en période hivernale.
- Maison de la réserve naturelle du lac de Remoray[24].
- Croix monumentale de Grange-Neuve[25].
- Trois casemates du secteur fortifié du Jura de la ligne Maginot :
  - La B36 : casemate d'infanterie pour mitrailleuse Hotchkiss modèle 1914, située rue de l'Abbaye, au lieu-dit « À Beauregard ».
  - La B37 : cuve bétonnée pour tourelle démontable STG, située à l'intersection de la RD 46 et de la ligne de chemin de fer.
  - La B38 : casemate double d'infanterie, appelée « Remoray Est », située au bord de la RD 46 au lieu-dit « Grange du Lac », près de la limite de la commune voisine Remoray-Boujeons.

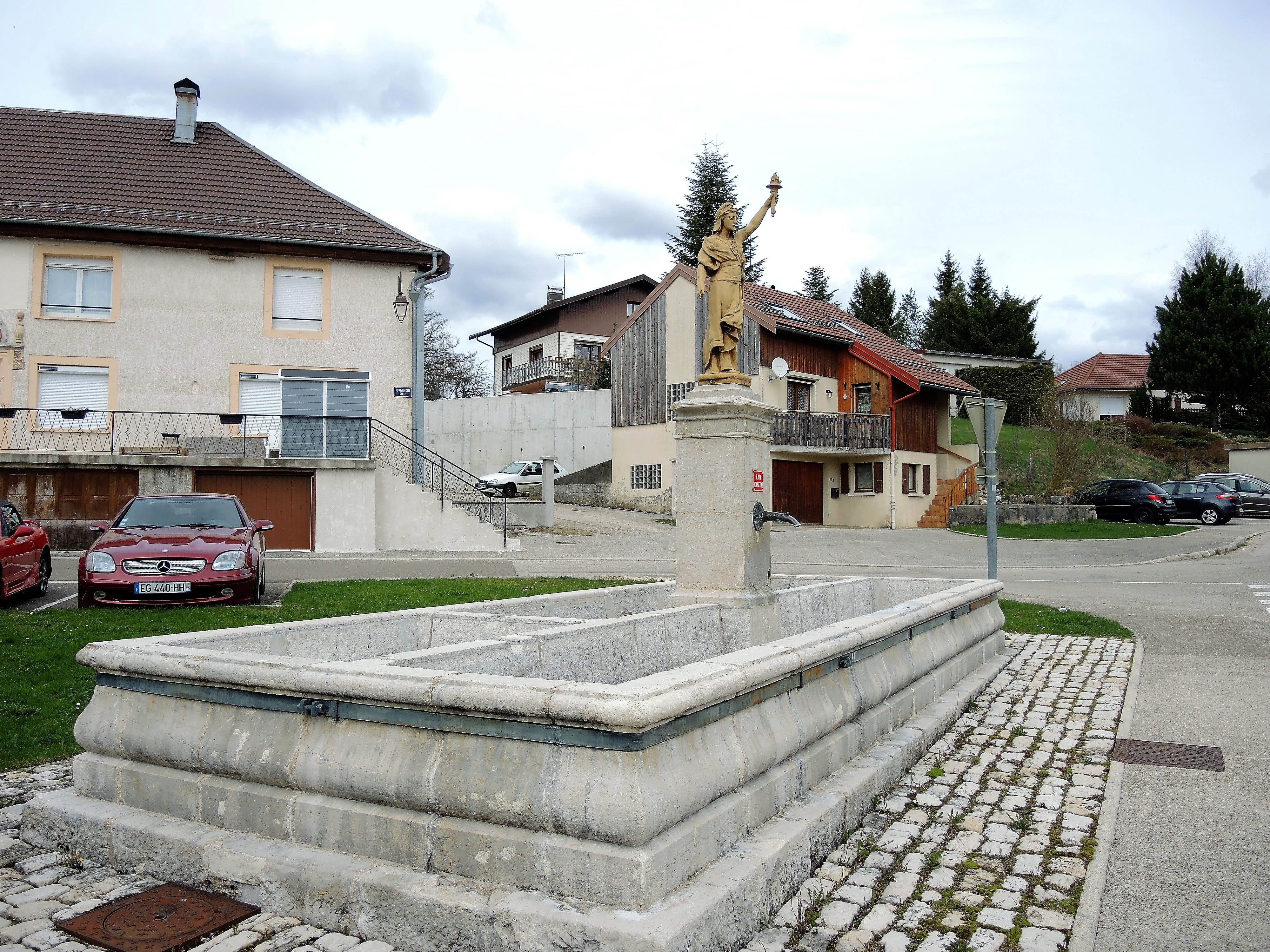
Fontaine de la liberté.
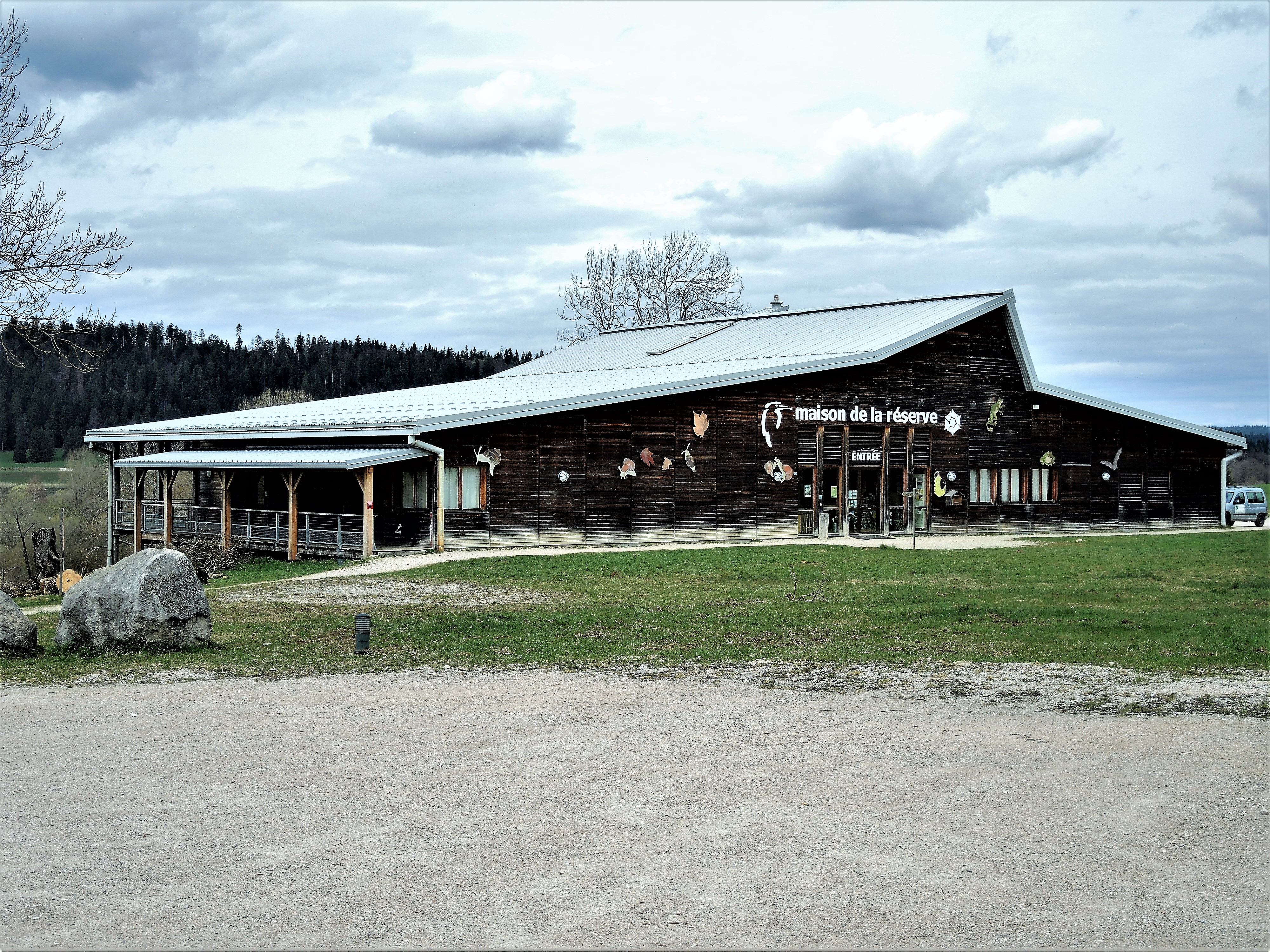
Maison de la réserve naturelle du lac de Remoray.
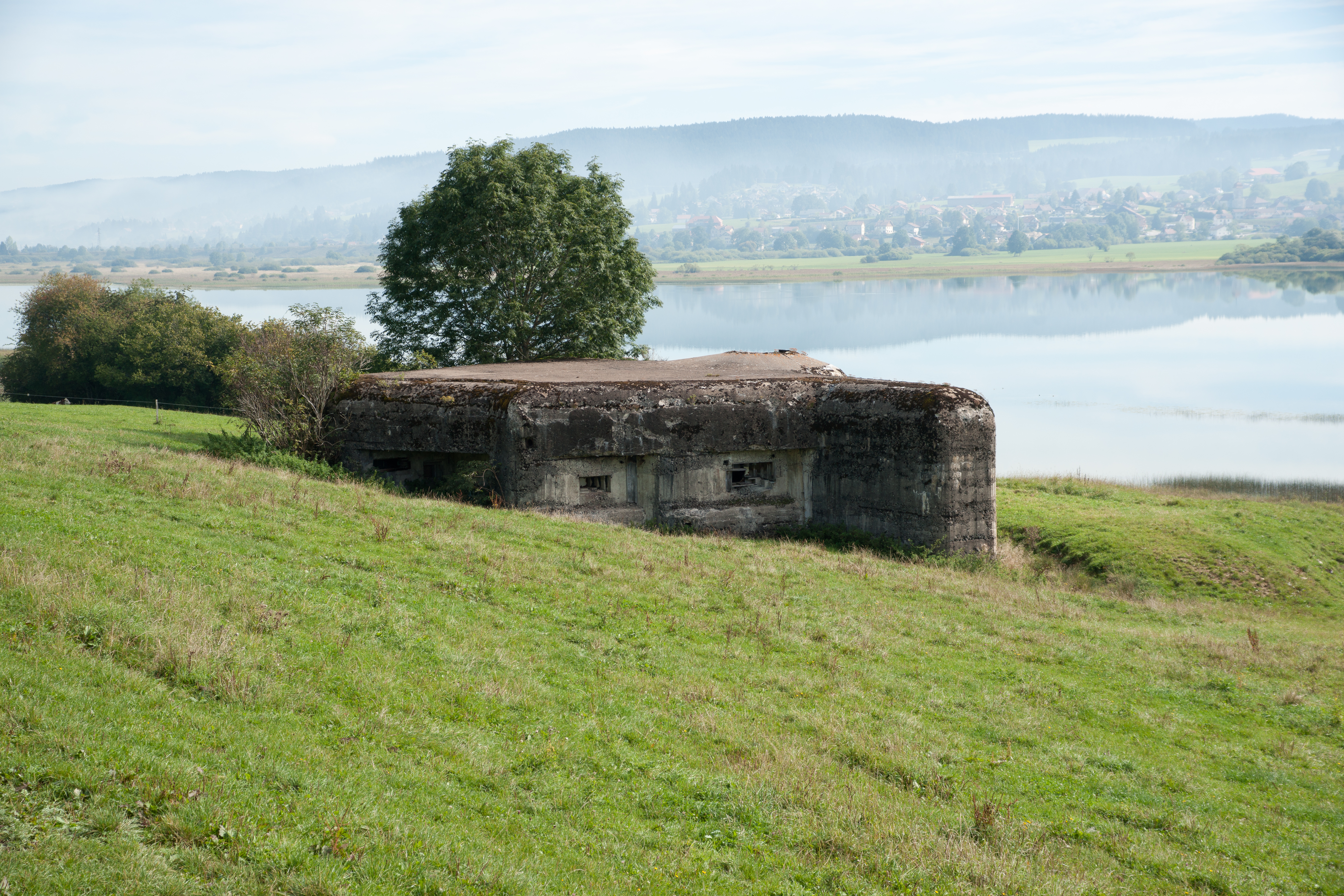
Casemate B38 « Remoray Est ».

## Personnalités liées à la commune
- Désiré Chevassu (1810-1869) : député-maire de Poligny. Il possédait une maison de campagne aux Granges-Sainte-Marie.
- Alfred Maire (1863-1947) : député de l'entente républicaine, il fut longtemps le maire de Labergement-Sainte-Marie, village dans lequel il est né et décédé[26].